# インヴィクタス・ゲーム
インヴィクタス・ゲーム (The  Invictus Games)とは、負傷した軍人、病気の軍人、退役軍人の両方を対象とした国際的なスポーツイベントである。

## 概要
「Invictus」は「征服されていない」を意味し、負傷兵、病気の兵士の闘志の具体化として選択され、負傷後に彼らが達成できることを意味する。
インヴィクタス・ゲームは、2014年にイギリスのヘンリー王子によって設立された。 彼が米国国防総省が主催する、負傷兵と退役軍人のための総合競技大会ウォリアーゲームを訪れたことからインスピレーションを得た。そこでは王子は、心理的・肉体的に役立つスポーツ能力を目の当たりにした。

## 外部リンク

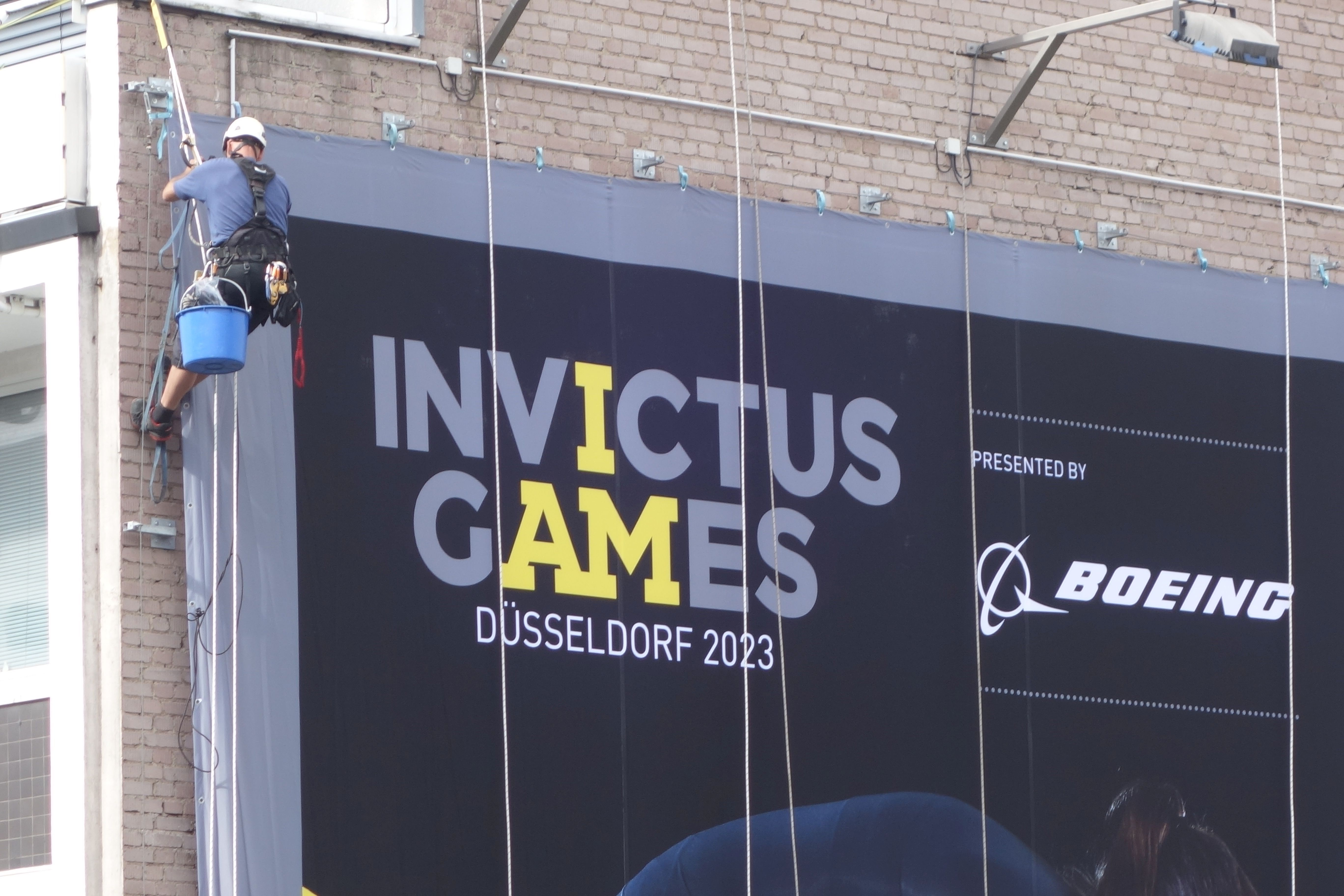
2023年にデュッセルドルフで開催される「インビクタス・ゲームズ」のための、クライマーによる大型ポスターの設置。